# Коста Саракостов
Коста Митев Саракостов, наречен Адмирала, е български учител и революционер, деец на революционното освободително движение в Тракия и Македония.

## Биография
Роден е на 14 август 1882 година в тракийското село Доганхисар. Племенник е на капитан Петко войвода. Баща му е участник в четата на Петко войвода и е убит от турците.
Коста Митев завършва прогимназия в родното си село. Влиза във Вътрешната македоно-одринска революционна организация и в 1905 година става четник при войводата Константин Антонов - Сеченката, действаща в Ксантийско и Ахъчелебийско. По-късно в 1908 година е четник при Христо Чернопеев.
По време на Балканската война, от 22 септември до 9 ноември 1912 година е четник в четата на Пейо Яворов, която действа в Разложко. След разпускането на четата на Яворов, Митев остава да работи в окупирания от българската армия Кавала като учител и главен учител в българското основно училище „Княз Борис“ до 28 януари 1913 година. На 13 март 1913 г. постъпва в Македоно-одринското опълчение и служи в Тринадесета Кукушка дружина, а от юни – в Петнадесета Щипска дружина. По време на Първата световна война служи в Четвърти пехотен македонски полк от Единадесета пехотна македонска дивизия и се сражава при Куманово, Скопие, Велес, Прилеп, Удово, Беласица.
След демобилизирането си се установява в Дедеагач. От 17 октомври 1919 година до май 1920 година Западна Тракия е окупирана от Съглашението и е установена администрация, начело с генерал Шарл Шарпи. Коста Митев е кмет на Дедеагач. След решението на конференцията в Сан Ремо от април 1920 година, Западна Тракия да бъде отстъпена на Гърция, Коста Митев Саракостов представлява българските власти при предаването на Дедеагач на гръцките власти. В дневника си и описва насилия на гръцките военни власти срещу българите в този район. На 4 септември 1920 година Коста Митев е екстрадиран в България.
Саракостов участва дейно в националноосвободителното движение на българите в Тракия в периода 1920 - 1923 г. В образуваната българо-турска Вътрешна тракийска революционна организация е войвода на чета и началник на пета революционна група състояща се от 74 души, в която освен неговата чета влизат и четите на Тачо Хаджистоенчев и Стоян Терзиев. От февруари 1923 година става секретар на организацията на мястото на Пейо Поптрендафилов. Саракостов има основен принос при изработването на Устава и Правилника на Организацията от март 1923 година. Дневниците и бележките му са ценен извор за историята на организацията.
След Деветоюнския преврат от 1923 година правителството на Александър Цанков слага край на четническата дейност на Вътрешната тракийска революционна организация. Коста Митев подкрепя крилото на Таню Николов, което е за прекратяване дейността на организацията. На първия редовен конгрес на ВТРО, проведен в Пловдив от 2 до 4 март 1924 година, Митев участва като секретар на Централния комитет на организацията. На конгреса изнася отчет за дейността на Централния комитет и се изказва по въпросите за разкола в Организацията, отношенията с ВМРО, бъдещата дейност и избора на членове на управителното тяло. Избран е за действителен член на новото управително тяло. След конгреса се опитва заедно с другите членове на Управителното тяло да преодолее различията с крилото на Димитър Маджаров, Коста Георгиев и Пейо Поптрендафилов, но безуспешно.
Оттегля се от революционното движение и работи в различни клонове на Българска земеделска банка, както и в кредитна кооперация „Пробуда“ в село Цар Калоян, Пловдивско, където е оземлен. Защитава интересите на бежанците, заселени в село Цар Калоян и председателства дружеството на Българския червен кръст в селото. Коста Митев Саракостов става кооперативен деятел, привърженик е на Българския земеделски народен съюз (БЗНС) и на Александър Стамболийски. След 1944 г. взема дейно участие в организацията на Отечествения фронт в село Цар Калоян.
Умира на 21 април 1953 г. в село Цар Калоян.
Личният му архив се съхранява във фонд 1738К в Централния държавен архив. Той се състои от 145 архивни единици от периода 1899 – 1953 г.